# Universidad Autónoma de Guadalajara
Die Universidad Autónoma de Guadalajara (UAG) ist die älteste, private Universität in Mexiko. Sie wurde 1935 gegründet, um gegen die sozialistische Erziehung an öffentlichen Universitäten zu protestieren. Trotz anderslautender Namensführung befindet sich die Universität nicht auf der Gemarkung der Gemeinde Guadalajara, sondern in deren westlich gelegenen Nachbarort Zapopan.
Insbesondere die Tatsache, dass das Medizinstudium an der UAG auch in den USA anerkannt wird, hat zu steigenden Studentenzahlen aus dem Ausland geführt.

## Geschichte
Sie wurde 1935 von Studenten gegründet, die damit gegen die sozialistische Erziehung an den öffentlichen Universitäten unter Lázaro Cárdenas del Río protestierten. Am 3. März 2005 feierte die Universität ihren 70. Geburtstag. Die Universität ist bis heute im Privatbesitz der Familie Leaño, die auch den gegenwärtigen Rektor Antonio Leaño Reyes stellt.